# 信託業法
信託業法（しんたくぎょうほう、平成16年12月3日法律第154号）は、信託業に関する法律で、信託法に対する特別法である。
信託業、信託契約代理業、信託受益権販売業を営む者等に関し必要な事項を定め、信託に関する引受けその他の取引の公正を確保することにより、信託の委託者および受益者の保護を図り、もって国民経済の健全な発展に資することを目的とする（同法1条）。信託業法（大正11年法律第65号）を全部改正して制定された。この改正により、受託可能財産の制限が撤廃されて知的財産権も受託できるようになった。また、これまで金融機関に限定されていた信託業の担い手が拡大されて一般法人も信託業へ参入できるようになった。

## 概要
この法律では信託業等について委託者・受益者の保護等の観点から規制を定めており、信託の引受けを行う営業（信託業）は、この法律により内閣総理大臣の免許または登録を受けた者（信託会社）のみが営むことができる（3条・7条、詳しくは信託会社の項を参照）。
この法律による規制の対象となる信託業は、反復継続性・収支相償性をもって信託の引受けを行うことと解されている。前者の要件については不特定多数の委託者・受益者との取引が行われ得るかという実質に則して判断されているため、特定少数の委託者から複数回信託の引受けを行う場合には、反復継続性があるとは考えず、規制対象とはしていない。後者の要件については、利潤獲得を図らないまでも、支出を下回らない程度の報酬を定めて信託の引受けを行っていれば要件に該当することとなる。
また、その条文の多くが金融機関の信託業務の兼営等に関する法律に準用されている。

## 構成
- 第1章　総則（第1条・第2条）
- 第2章　信託会社（第3条～第52条）
信託会社が信託財産として保有する登録国債について、公示方法の特例が定められている（第30条）。
- 第3章　外国信託業者（第53条～第64条）
- 第4章　指図権者（第65条・第66条）
- 第5章　信託契約代理店（第67条～第85条）
- 第6章　雑則（第86条～第90条）
- 第7章　罰則（第91条～第100条）
- 附則

証券取引法等の一部を改正する法律（平18法律第65号）第20条が施行（2007年9月30日）されたため、第6章「信託受益権販売業者」が削除され、条文番号が繰り上げられた。信託受益権販売業者は、金融商品取引法上の金融商品取引業者として規制されることとなった。